# Albert Rais
Albert Rais (* 13. März 1888 in La Chaux-de-Fonds; † 11. November 1973 ebenda, christkatholisch, heimatberechtigt in Develier, Delsberg und La Chaux-de-Fonds) war ein Schweizer Politiker (FDP) und Bundesrichter.

## Leben
Albert Rais wurde am 13. März 1888 in La Chaux-de-Fonds als Sohn des Pfarrers François Joseph Albert Rais und der Marie Elise, der Tochter des Uhrenfabrikanten und Politikers Arnold Grosjean, geboren. Rais absolvierte ein Studium der Rechte an den Universitäten Neuenburg, Bern und Paris. Zusätzlich erwarb er 1912 das Anwaltspatent sowie 1915 das Notariatspatent.
Nach seinem Studienabschluss war Rais bis 1942 als Anwalt in La Chaux-de-Fonds tätig. Dazu fungierte er von 1935 bis 1942 als Präsident der Schweizerischen Uhrenkammer. Daran anschliessend war er von 1943 bis 1956 als Bundesrichter eingesetzt.  Zuletzt amtierte Rais ab 1957 als Verwaltungsratspräsident der Druckerei Courvoisier sowie der Zeitung L'Impartial in La Chaux-de-Fonds.
Nach der Scheidung von seiner ersten Frau Blanche Germaine, der Tochter des Geschäftsführers Jämes Alfred Guyot heiratete er in zweiter Ehe Gertrude geborene Gessler. Albert Rais verstarb am 11. November 1973 wenige Monate vor Vollendung seines 86. Lebensjahres in La Chaux-de-Fonds.

## Politische Ämter
Albert Rais, Mitglied der Freisinnig-Demokratischen Partei, wurde 1925 in den Neuenburger Grossrat gewählt, dem er bis 1942 angehörte und dem er 1929 als Präsident vorstand. Darüber hinaus nahm er für den Kanton in den Jahren 1928 bis 1942 Einsitz in den Nationalrat.